# دانتي روزاريو
دانتي روزاريو (بالإنجليزية: Dante Rosario)‏ هو لاعب كرة قدم أمريكية أمريكي، ولد في 25 أكتوبر 1984 في بيفيرتون في الولايات المتحدة.

## وصلات خارجية
- دانتي روزاريو على موقع مرجع كرة القدم المحترفة.كوم (الإنجليزية)